# Kalangala
Ne doit pas être confondu avec Kalangalala.
Pour le district, voir Kalangala (district).
Kalangala est une ville d'Ouganda située dans le district de Kalangala, sur l'île Bugala au nord-ouest du lac Victoria.
La population était d'environ 5 200 habitants en 2011.